# (195) Euriclea
(195) Euriclea és un asteroide pertanyent al cinturó d'asteroides descobert el 19 d'abril de 1879 per Johann Palisa des de l'observatori de Pula, a Croàcia. Rep el nom per Euriclea, un personatge de la mitologia grega.